# Miltochrista magna
Miltochrista magna là một loài bướm đêm thuộc phân họ Arctiinae, họ Erebidae.